# Peter Braun
Peter Braun (* 1. srpna 1962) je bývalý německý atlet, halový mistr Evropy v běhu na 800 metrů.
Jeho nejúspěšnější sezónou byl rok 1986. Stal se halovým mistrem Evropy v běhu na 800 metrů, na evropském šampionátu pod širým nebem skončil v této disciplíně šestý.